# Higo de Invierno
Higo de Invierno es una variedad de higuera de tipo higo común Ficus carica, unífera (con una sola cosecha por temporada, los higos de otoño), con higos de epidermis con color basal verde claro a verde, y con sobre color de bandas regulares ausentes y de zonas irregulares ausentes, con lenticelas en una cantidad escasa de un tamaño pequeño a mediano de color blanco. Se cultiva en la isla de Lanzarote del archipiélago de las Islas Canarias.

## Sinonimia
- “Bicariña”,[5][6][7]
- “De Invierno”
- “Pikoriño”

## Historia
Según las crónicas de los primeros exploradores que llegaron al archipiélago de las islas Canarias, ya atestiguaron de la presencia de higueras y del consumo de higos en su dieta cotidiana, por parte de la población aborigen de Gran Canaria.
A partir del siglo XVI, en las Islas Canarias se cultivan distintas variedades de higueras, unas descendientes de las variedades llevadas desde España, en algunos casos con nombre bastante próximos a las variedades originarias, como 'Burgazote', 'Bergasota', 'Birasote Brevasote', 'Brigasota', 'Bruja', Brujasote (de 'Burjasot' o Bordissot, valenciana/balear/catalana, que podría proceder del norte de África, al menos la B. negra), la 'Nogal' (tal vez la 'Ñogal' o 'Añogal' que llegaría desde Turquía a la península ibérica en época hispanomusulmana sustraída por un embajador cristiano del Califato de Córdoba, según relatos), y también otras anteriores más antiguas traídas de tierras bereberes, ya cultivadas por la población indígena de las islas, y que son exclusivas de Canarias, como parece ser la 'Brevera Tarajal' y muchas otras variedades.
La variedad 'Higo de Invierno' está localizada en la isla de Lanzarote del Archipiélago Canario, donde es conocida y cultivada, aunque en lugares muy localizados. . Por lo menos hasta finales del siglo XVIII está documentada su presencia en otras islas, como en Gran Canaria.
La variedad 'Higo de Invierno' se utiliza en alimentación humana y en alimentación animal. 

## Características
La higuera 'Higo de Invierno' es una variedad unífera de tipo higo común de una sola cosecha por temporada, los higos de otoño. Árbol de vigorosidad elevada, y un buen desarrollo en terrenos favorables, copa esparcida. Sus hojas predominantes son de 3 lóbulos en su mayoría, tienen un lóbulo central ancho, con localización de pequeños lóbulos laterales en el lóbulo central y en lóbulos laterales, tiene un grado de profundidad del lóbulo marcado; la forma de la base de la hoja es acorazonada-calcariforme, con Longitud x Anchura: 16,39 x 15,94 cm, siendo su área (en cm²) intermedia, con long. peciolo/long. hoja:0,41; con dientes presentes solo en márgenes superiores, siendo el margen crenado; densidad de pelos en el haz escasa y densidad de pelos en el envés intermedia, con nerviación ligeramente aparente y color verde; Peciolo de longitud larga con un grosor 4,26 mm, forma redondeada de color verde claro a verde. 'Higo de Invierno' tiene un desprendimiento de higos medio, con un rendimiento productivo mediano y periodo de cosecha medio. La yema apical cónica de color verde amarillento.
Los frutos de la higuera 'Higo de Invierno' tienen forma (índice) oblonga, la forma según la localización de diámetro máximo es piriforme, con la forma en el ápice redondeada. Los higos son de tamaño medio con un peso promedio de 25,27 gr, sus frutos son de una anchura mediana y longitud larga, son simétricos en la forma, y uniformes en las dimensiones, longitud del cuello largo; cuya epidermis es de firmeza suave y de textura media, color basal verde claro a verde, y con sobre color de bandas regulares ausentes y de zonas irregulares ausentes, con lenticelas en una cantidad escasa de un tamaño pequeño a mediano de color blanco; Ostiolo de anchura pequeña, gota de miel ausente, con escamas ostiolares medianas de un color igual al de la piel, adheridas a la piel, resistencia al desprendimiento es media; Pedúnculo con forma corto y grueso con longitud promedio de 3,52 mm; grietas longitudinales escasas y reticulares pequeñas; Costillas ninguna; con un grosor de la carne-receptáculo de 7,15 mm con color una ligera coloración, con una pulpa de color rosa a rojo, sabor aromático, jugoso, con un % de sólidos solubles totales alto; con cavidad interna de pequeña a muy pequeña, con aquenios de un tamaño mediano, en una cantidad alta; los frutos maduran sobre inicios de agosto a finales de septiembre. Cosecha con rendimiento productivo mediano, y periodo de cosecha mediano. Son de fácil pelado.

## Cultivo en las Islas Canarias
Se está tratando de recuperar su cultivo en las Islas Canarias. En total, en Canarias se cultivan en la actualidad un total de 260 hectáreas de cultivos de higueras.
El « Instituto Canario de Investigaciones Agrarias » (ICIA), organismo autónomo dependiente del Gobierno de Canarias, en una iniciativa que se inscribe en el Programa de Cooperación Transnacional Madeira-Azores-Canarias (MAC 2007-2013), y en el proyecto AGRICOMAC, destinado a fomentar el uso de variedades tradicionales en el sector agrícola de la Macaronesia, estudia variedades de higuera autóctonas canarias con gran potencial productivo y comercial para la implantación de su cultivo en las Islas Canarias.

## Cultivo en España
El cultivo de las higueras en España se centra en la región de Extremadura, con mayor superficie cultivada de unas 5.300 hectáreas, de un total de 11.629 has. Le siguen en extensión de cultivo Islas Baleares con 2.287 has, Andalucía con 1.874 has, Galicia con 638 has y Comunidad Valenciana con 242 has.